# 1032. grenadirski polk (Wehrmacht)
1032. grenadirski polk (izvirno nemško 1032. Grenadier-Regiment; kratica 1032. GR) je bil pehotni polk Heera v času druge svetovne vojne.

## Zgodovina
Polk je bil ustanovljen 30. decembra 1943 in razpuščen februarja 1944.